# Лашгари, Эхсан
Эхсан Лашгари (перс. احسان لشگرى‎, 30 августа 1985) — иранский борец вольного стиля, чемпион Азии, призёр чемпионатов мира и Олимпийских игр.

## Биография
Родился в Казвине. В 2009 году стал чемпионом Азии. В 2010 году вновь выиграл чемпионат Азии, но на чемпионате мира стал лишь 18-м. В 2012 году в третий раз стал чемпионом Азии, а на Олимпийских играх в Лондоне завоевал бронзовую медаль. В 2013 году стал бронзовым призёром чемпионата мира.